# Amphiprion akindynos
Amphiprion akindynos là một loài cá hề thuộc chi Amphiprion trong họ Cá thia. Loài này được mô tả lần đầu tiên vào năm 1972.
Vào tháng 3 năm 2005, A. akindynos chính thức được công nhận là loài động vật thủy sinh biểu tượng của bang Queensland, Úc.

## Từ nguyên
Tính từ định danh của loài trong tiếng Hy Lạp cổ đại có nghĩa là "an toàn", hàm ý đề cập đến khả năng kháng độc tính từ các xúc tu hải quỳ của loài cá này (và cũng là khả năng đặc biệt của tất cả các loài cá hề khác).

## Phạm vi phân bố và môi trường sống
A. akindynos được ghi nhận dọc theo bờ đông của Úc, từ rạn san hô Great Barrier trải dài đến bờ biển phía bắc (New South Wales) và các rạn san hô trên biển San Hô, mở rộng phạm vi đến Nouvelle-Calédonie và quần đảo Loyauté gần đó. Những ghi nhận về sự xuất hiện của loài này tại Tonga có thể là do nhầm lẫn với Amphiprion chrysopterus.
A. akindynos được quan sát gần các rạn san hô ngoài khơi và trong các đầm phá ở độ sâu đến ít nhất là 25 m. Ở rạn san hô Great Barrier, A. akindynos đã được ghi nhận ở độ sâu từ 50 đến 65 m. Loài cá hề này sống cộng sinh với 7 loài hải quỳ sau đây:
- Entacmaea quadricolor
- Heteractis aurora
- Heteractis crispa
- Heteractis magnifica
- Stichodactyla gigantea
- Stichodactyla haddoni
- Stichodactyla mertensii

Qua quan sát, khi chạm trán với cá mú Cephalopholis cyanostigma, A. akindynos sẽ hạn chế kiếm ăn và bơi gần các xúc tu của hải quỳ H. crispa chưa bị tẩy trắng. Khi hải quỳ vật chủ được tẩy trắng trong thực nghiệm, A. akindynos vẫn tiếp tục kiếm ăn và không lo tìm kiếm nơi trú ẩn khi gặp nguy hiểm. Trong vòng 3 ngày, quần thể A. akindynos đã giảm đến 60% ở khu vực hải quỳ bị tẩy trắng, nhiều khả năng là hậu quả từ việc săn mồi bởi những loài lớn hơn. Điều này cho thấy, hiện tượng môi trường sống bị tẩy trắng có ảnh hưởng đáng kể đến sự đa dạng và phong phú của các loài cá rạn san hô.

## Mô tả

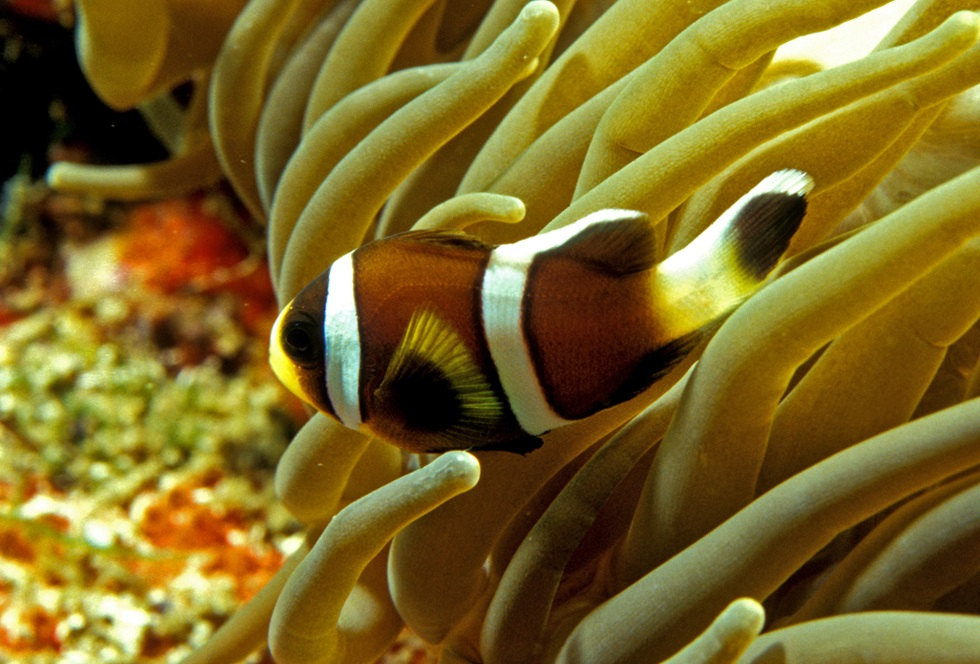
Cá con

A. akindynos có chiều dài cơ thể tối đa được ghi nhận là 13 cm. Cơ thể của A. akindynos có màu nâu da cam với hai dải sọc trắng (sau đầu và giữa thân). Mõm có màu trắng nhạt. Cuống và vây đuôi có màu trắng. Cá con có màu nâu sẫm; mõm có màu vàng. Vây đuôi trắng với một đốm đen ngay giữa vây. Sọc trắng giữa thân lan rộng ngược lên vây lưng trước, phần còn lại màu nâu sẫm. Các vây còn lại màu vàng nâu.
So với Amphiprion clarkii, A. akindynos có các dải trắng hẹp hơn và đuôi có màu trắng, thay vì vàng như A. clarkii (mặc dù một số cá thể đuôi trắng vẫn được ghi nhận ở A. clarkii). A. akindynos cũng dễ bị nhầm lẫn với A. chrysopterus, nhưng A. chrysopterus trưởng thành có màu nâu sẫm hơn và các sọc ánh màu xanh lam hơn.
Số gai ở vây lưng: 10–11; Số tia vây ở vây lưng: 14–17; Số gai ở vây hậu môn: 2; Số tia vây ở vây hậu môn: 13–14.

## Sinh thái học
Thức ăn của A. akindynos là động vật phù du và tảo.
Như những loài cá hề khác, A. akindynos cũng là một loài lưỡng tính tiền nam (cá cái trưởng thành đều phải trải qua giai đoạn là cá đực) nên cá đực có kích thước nhỏ hơn cá cái. Một con cá cái sẽ sống thành nhóm cùng với một con đực lớn (đảm nhận chức năng sinh sản) và nhiều con non nhỏ hơn. Trứng bám dính vào chất nền, được cá đực bảo vệ và chăm sóc đến khi chúng nở.
A. akindynos và Amphiprion mccullochi đã lai tạp với nhau từ rất lâu trước đây dựa trên các bằng chứng di truyền.

## Thương mại
A. akindynos được đánh bắt bởi những người thu mua cá cảnh và cũng đã được nhân giống trong điều kiện nuôi nhốt.